# Belmonte (Portugalia)
Belmonte – miejscowość w Portugalii, leżąca w dystrykcie Castelo Branco, w regionie Centrum w podregionie Cova da Beira i licząca (2011 r.) 6859 mieszkańców. Miejscowość jest siedzibą gminy o tej samej nazwie.

## Demografia
| Liczba ludności gminy Belmonte (1801–2011) | Liczba ludności gminy Belmonte (1801–2011) | Liczba ludności gminy Belmonte (1801–2011) | Liczba ludności gminy Belmonte (1801–2011) | Liczba ludności gminy Belmonte (1801–2011) | Liczba ludności gminy Belmonte (1801–2011) | Liczba ludności gminy Belmonte (1801–2011) | Liczba ludności gminy Belmonte (1801–2011) | Liczba ludności gminy Belmonte (1801–2011) | Liczba ludności gminy Belmonte (1801–2011) |
| ------------------------------------------ | ------------------------------------------ | ------------------------------------------ | ------------------------------------------ | ------------------------------------------ | ------------------------------------------ | ------------------------------------------ | ------------------------------------------ | ------------------------------------------ | ------------------------------------------ |
| 1801                                       | 1849                                       | 1900                                       | 1930                                       | 1960                                       | 1981                                       | 1991                                       | 2001                                       | 2004                                       | 2011                                       |
| 2 946                                      | 3 969                                      | 6 573                                      | 8 190                                      | 9 109                                      | 6 765                                      | 7 411                                      | 7 592                                      | 7 662                                      | 6 859                                      |

## Krótki opis
W Belmonte urodził się Pedro Álvares Cabral, podróżnik i żeglarz, który odkrył Ilha de Vera Cruz, czyli dzisiejszą Brazylię. W kościele Santa Maria znajduje się statua Nossa Senhora da Esperança (Naszej Pani Nadziei), którą Cabral zabrał ze sobą w podróż. Do roku 1834 statua była przechowywana w klasztorze Nossa Senhora da Esperança. Obecnie w dawnym klasztorze mieści się hotel.

## Sołectwa
Sołectwa gminy Belmonte (ludność wg stanu na 2011 r.):
- Belmonte - 3183 osoby
- Caria - 1921 osób
- Colmeal da Torre - 729 osób
- Inguias - 670 osób
- Maçainhas - 356 osób